# II-divisioona 2015
La II-divisioona 2015 è stata la 22ª edizione del campionato di football americano di terzo livello, organizzato dalla SAJL.

## Squadre partecipanti
| Club             | Città    | Stadio | Sponsor ufficiale | Risultato nella stagione 2014 |
| ---------------- | -------- | ------ | ----------------- | ----------------------------- |
| East City Giants | Helsinki |        |                   |                               |
| Hanko Sun City   | Hanko    |        |                   |                               |
| Kuopio Steelers  | Kuopio   |        |                   |                               |
| Mikkeli Bouncers | Mikkeli  |        |                   |                               |
| Raisio Oakmen    | Raisio   |        |                   |                               |

## Stagione regolare

### Calendario

#### 1ª giornata
| Hanko 23 maggio 2015, ore 14:00 | Hanko Sun City | 0 – 34 | Kuopio Steelers | Rukki Arena |

| Mikkeli 23 maggio 2015, ore 14:00 | Mikkeli Bouncers | 28 – 32 | East City Giants | Urpolan tekonurmi |

#### 2ª giornata
| Mikkeli 6 giugno 2015, ore 14:00 | Mikkeli Bouncers | 29 – 14 | Hanko Sun City | Urpolan tekonurmi |

| Kuopio 6 giugno 2015, ore 16:00 | Kuopio Steelers | 49 – 3 | Raisio Oakmen | Keskuskentän jalkapallostadion |

#### 3ª giornata
| Hanko 13 giugno 2015, ore 14:00 | Hanko Sun City | 58 – 17 | Raisio Oakmen | Rukki Arena |

| Kuopio 13 giugno 2015, ore 17:00 | Kuopio Steelers | 35 – 0 | East City Giants | Väinölänniemen stadion |

#### 4ª giornata
| Hanko 27 giugno 2015, ore 14:00 | Hanko Sun City | 49 – 24 | East City Giants | Rukki Arena |

| Mikkeli 27 giugno 2015, ore 14:00 | Mikkeli Bouncers | 15 – 7 | Raisio Oakmen | Urpolan tekonurmi |

#### 5ª giornata
| Raisio 4 luglio 2015, ore 14:00 | Raisio Oakmen | 6 – 28 | East City Giants | Kerttulan liikuntakeskus |

| Kuopio 4 luglio 2015, ore 16:00 | Kuopio Steelers | 42 – 13 | Mikkeli Bouncers | Väinölänniemen stadion |

#### 6ª giornata
| Helsinki 11 luglio 2015, ore 15:00 | East City Giants | 14 – 6 | Mikkeli Bouncers | Velodromo di Helsinki |

| Kuopio 11 luglio 2015, ore 16:00 | Kuopio Steelers | 48 – 6 | Hanko Sun City | Väinölänniemen stadion |

#### 7ª giornata
| Hanko 18 luglio 2015, ore 14:00 | Hanko Sun City | 6 – 21 | Mikkeli Bouncers | Rukki Arena |

| Raisio 18 luglio 2015, ore 14:00 | Raisio Oakmen | 0 – 33 | Kuopio Steelers | Kerttulan liikuntakeskus |

#### 8ª giornata
| Helsinki 25 luglio 2015, ore 13:00 | East City Giants | 12 – 27 | Kuopio Steelers | Velodromo di Helsinki |

| Raisio 25 luglio 2015, ore 14:00 | Raisio Oakmen | 19 – 21 | Hanko Sun City | Menkalan Tekonurmi |

#### 9ª giornata
| Raisio 1º agosto 2015, ore 16:00 | Raisio Oakmen | 14 – 40 | Mikkeli Bouncers | Kerttulan liikuntakeskus |

| Helsinki 1º agosto 2015, ore 17:00 | East City Giants | 28 – 33 | Hanko Sun City | Velodromo di Helsinki |

#### 10ª giornata
| Mikkeli 8 agosto 2015, ore 14:00 | Mikkeli Bouncers | 14 – 54 | Kuopio Steelers | Urpolan tekonurmi |

| Helsinki 8 agosto 2015, ore 15:00 | East City Giants | 38 – 8 | Raisio Oakmen | Velodromo di Helsinki |

### Classifica
La classifica della regular season è la seguente:
- PCT = percentuale di vittorie, G = partite giocate, V = partite vinte,  P = partite perse, PF = punti fatti, PS = punti subiti

| Pos. | Squadra          | PCT   | G | V | N | P | PF  | PS  |
| ---- | ---------------- | ----- | - | - | - | - | --- | --- |
| 1    | Kuopio Steelers  | 1.000 | 8 | 8 | 0 | 0 | 322 | 48  |
| 2    | Mikkeli Bouncers | .500  | 8 | 4 | 0 | 4 | 166 | 183 |
| 3    | Hanko Sun City   | .500  | 8 | 4 | 0 | 4 | 187 | 220 |
| 4    | East City Giants | .500  | 8 | 4 | 0 | 4 | 176 | 192 |
| 5    | Raisio Oakmen    | .000  | 8 | 0 | 0 | 8 | 74  | 282 |

## Playoff

### Tabellone
|  | Semifinali | Semifinali       | Semifinali |  |   | V Rautamalja    | V Rautamalja     | V Rautamalja |
|  |            |                  |            |  |   |                 |                  |              |
|  | 2          | Mikkeli Bouncers | 31         |  |   |                 |                  |              |
|  | 2          | Mikkeli Bouncers | 31         |  |   |                 |                  |              |
|  | 3          | Hanko Sun City   | 30         |  |   |                 |                  |              |
|  | 3          | Hanko Sun City   | 30         |  | 1 | Kuopio Steelers | 42               |              |
|  |            |                  |            |  | 1 | Kuopio Steelers | 42               |              |
|  |            |                  |            |  |   | 2               | Mikkeli Bouncers | 0            |
|  |            |                  |            |  |   | 2               | Mikkeli Bouncers | 0            |

### Semifinale
| Mikkeli 15 agosto 2015, ore 14:00 | Mikkeli Bouncers | 31 – 30 | Hanko Sun City | Urpolan tekonurmi |

### V Rautamalja
| Kuopio 22 agosto 2015, ore 14:00 | Kuopio Steelers | 42 – 0 | Mikkeli Bouncers | Väinölänniemen stadion |

## Verdetti
- Kuopio Steelers Vincitori del Rautamalja 2015